# Eumetadrillia
Eumetadrillia is een geslacht van weekdieren uit de klasse van de Gastropoda (slakken).

## Synoniem
- Eumetadrillia fuegiensis (E. A. Smith, 1888) => Agladrillia fuegiensis (E. A. Smith, 1888)